# Eudendrium armstongi
Eudendrium armstongi är en nässeldjursart som beskrevs av Eberhard Stechow 1909. Eudendrium armstongi ingår i släktet Eudendrium och familjen Eudendriidae. Inga underarter finns listade i Catalogue of Life.